# Kœur-la-Petite
Kœur-la-Petite is een gemeente in het Franse departement Meuse (regio Grand Est) en telt 256 inwoners (2004).
De gemeente maakt deel uit van het arrondissement Commercy en sinds maart 2015 van het toen opgerichte kanton Dieue-sur-Meuse. Daarvoor was het deel van het toen opgeheven kanton Pierrefitte-sur-Aire.

## Geografie
De oppervlakte van Kœur-la-Petite bedraagt 20,1 km², de bevolkingsdichtheid is 12,7 inwoners per km².

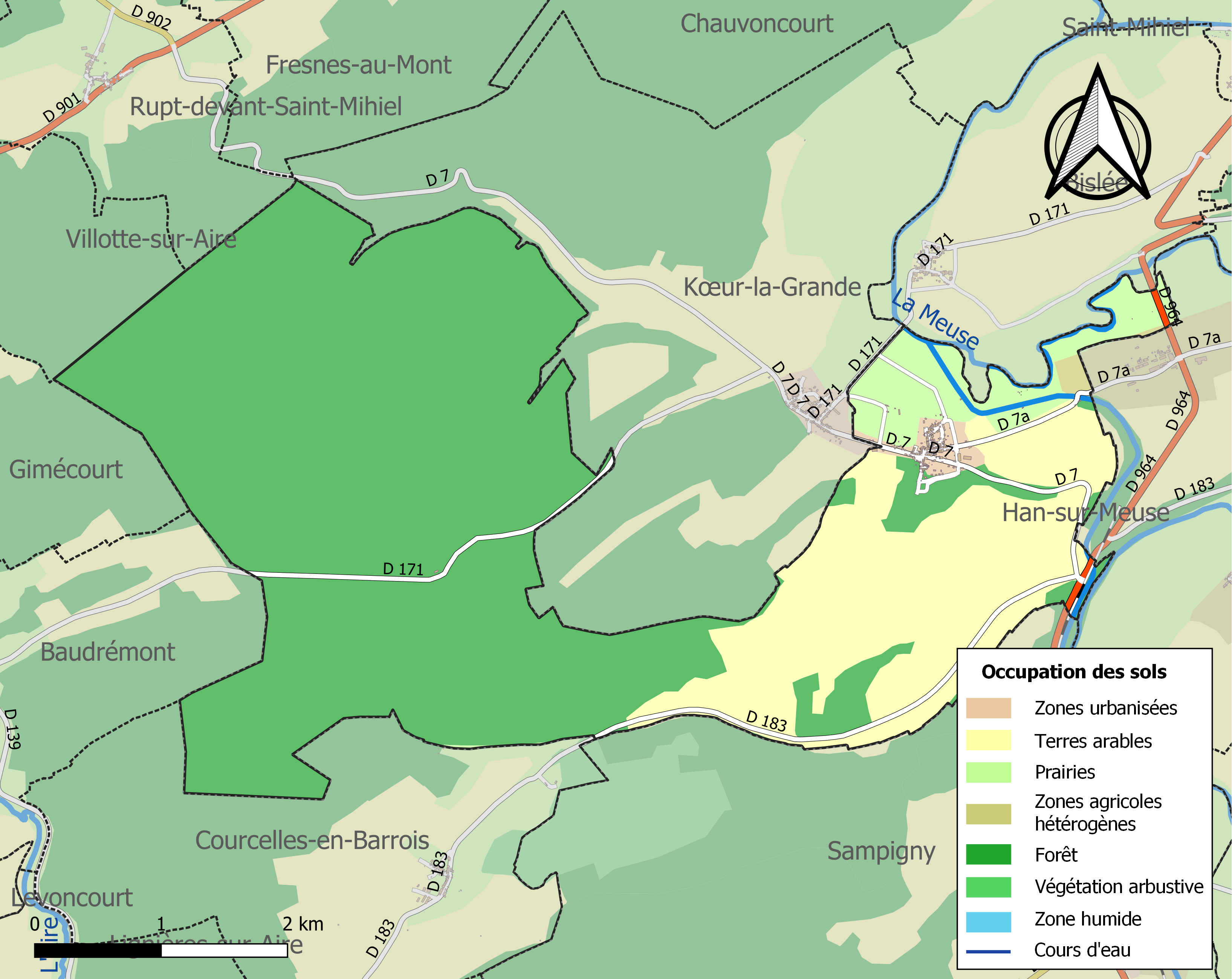
Kaart van de gemeente met de belangrijkste infrastructuur, bodemgebruik en omliggende gemeenten

## Demografie
Onderstaande figuur toont het verloop van het inwonertal (bron: INSEE-tellingen).